# Antennatus strigatus
Antennatus strigatus е вид лъчеперка от семейство Antennariidae. Видът е незастрашен от изчезване.

## Разпространение и местообитание
Разпространен е в Еквадор, Колумбия, Коста Рика, Мексико, Никарагуа, Панама, Салвадор и Хондурас.
Среща се на дълбочина от 0,4 до 27 m, при температура на водата около 23,2 °C и соленост 34,4 ‰.

## Описание
На дължина достигат до 8 cm.